# Pascal (unitat)
El pascal (símbol: Pa) és una unitat derivada del Sistema Internacional (SI) utilitzada per mesurar pressions (pressió atmosfèrica, pressió interna...) i esforços (de tracció, de compressió, de cisallament...). Es defineix com un newton per metre quadrat. És anomenada en honor del matemàtic, físic i filòsof francès Blaise Pascal. El pascal es pot expressar en funció d'unitats bàsiques del SI a partir de la seva definició:
{\displaystyle 1\,Pa={\frac {1\,N}{1\,m^{2}}}=1{\frac {kg\cdot {\frac {m}{s^{2}}}}{m^{2}}}=1{\frac {kg}{m\cdot s^{2}}}}

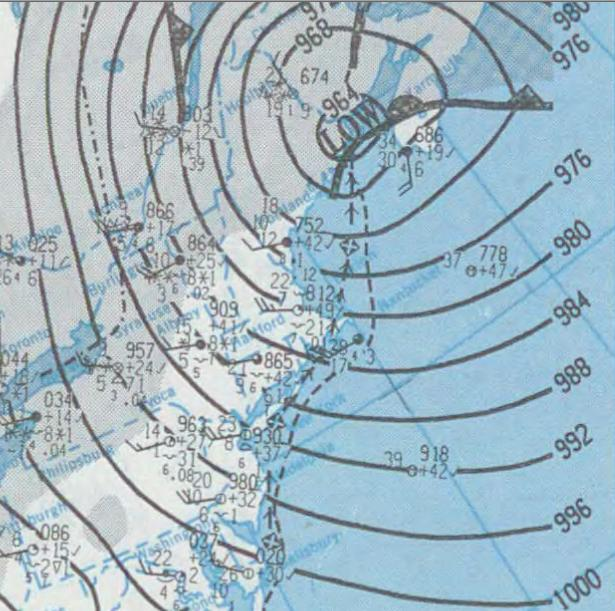
Mapa meteorològic on les isòbares tenen les pressions expressades en hPa.

El pascal i el seu símbol Pa foren aprovats com a unitats del Sistema Internacional d'Unitats a la Resolució 2a de la 14a Conferència General de Pesos i Mesures que tengué lloc a París el 1971. Era una unitat que ja s'emprava en alguns països.
Alguns múltiples comuns del pascal són l'hectopascal (1 hPa = 100 Pa), que s'empra a meteorologia per a mesurar la pressió atmosfèrica i que equival a un mil·libar (1 hPa = 1 mbar), el quilopascal (1 kPa = 1 000 Pa), el megapascal (1 MPa = 1 000 000 Pa = 106 Pa) i el gigapascal (1 GPa = 1 000 000 000 Pa = 109 Pa) s'empren per a gasos a altes pressions. La unitat de mesura anomenada atmosfera estàndard (atm) es defineix com a 101 325 Pa i s'aproxima a la pressió atmosfèrica a nivell del mar a una latitud de 45° N.

Diferents tipus d'esforços. D'esquerra a dreta: de tracció, de compressió, de cisallament, de flexió i de torsió.

El pascal també s'empra per quantificar esforços. L'esforç dona una mesura de les forces internes entre les partícules que formen un cos o un medi material, les quals, en general, són la resposta a les forces externes que hi són aplicades. L'efecte d'un esforç en la superfície considerada depèn de la posició relativa entre aquesta superfície i la força aplicada. Per exemple, l'esforç de tracció i l'esforç de compressió apareixen quan la força és perpendicular a la superfície; en aquest cas, les deformacions són lineals. Quan les forces són tangencials a la superfície, es tracta d'un esforç de cisallament, i les deformacions produïdes són angulars. El mòdul de Young, o mòdul d'elasticitat, es mesura en gigapascals (GPa) i és el mòdul característic d'un material elàstic igual al quocient entre l'esforç de tracció o l'esforç de compressió aplicat al material i l'allargament o l'escurçament relatiu produït.
| Material                             | Cautxú | Niló | Alumini | Coure | Ferro | Beril | Corindó | Tungste |
| ------------------------------------ | ------ | ---- | ------- | ----- | ----- | ----- | ------- | ------- |
| Mòdul de Young o d'elasticitat (GPa) | 0,07   | 2,8  | 69      | 110   | 207   | 310   | 366     | 414     |

## Blaise Pascal

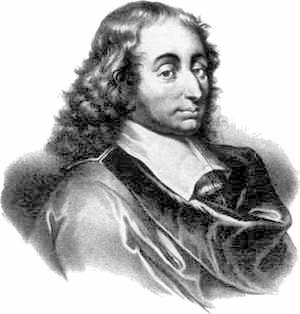
Blaise Pascal.

Blaise Pascal, nascut a Clarmont d'Alvèrnia el 19 de juny de 1623 i traspassat a París el 19 d'agost de 1662, fou una figura il·lustre en els camps de les matemàtiques, la física, la filosofia i la literatura a França.

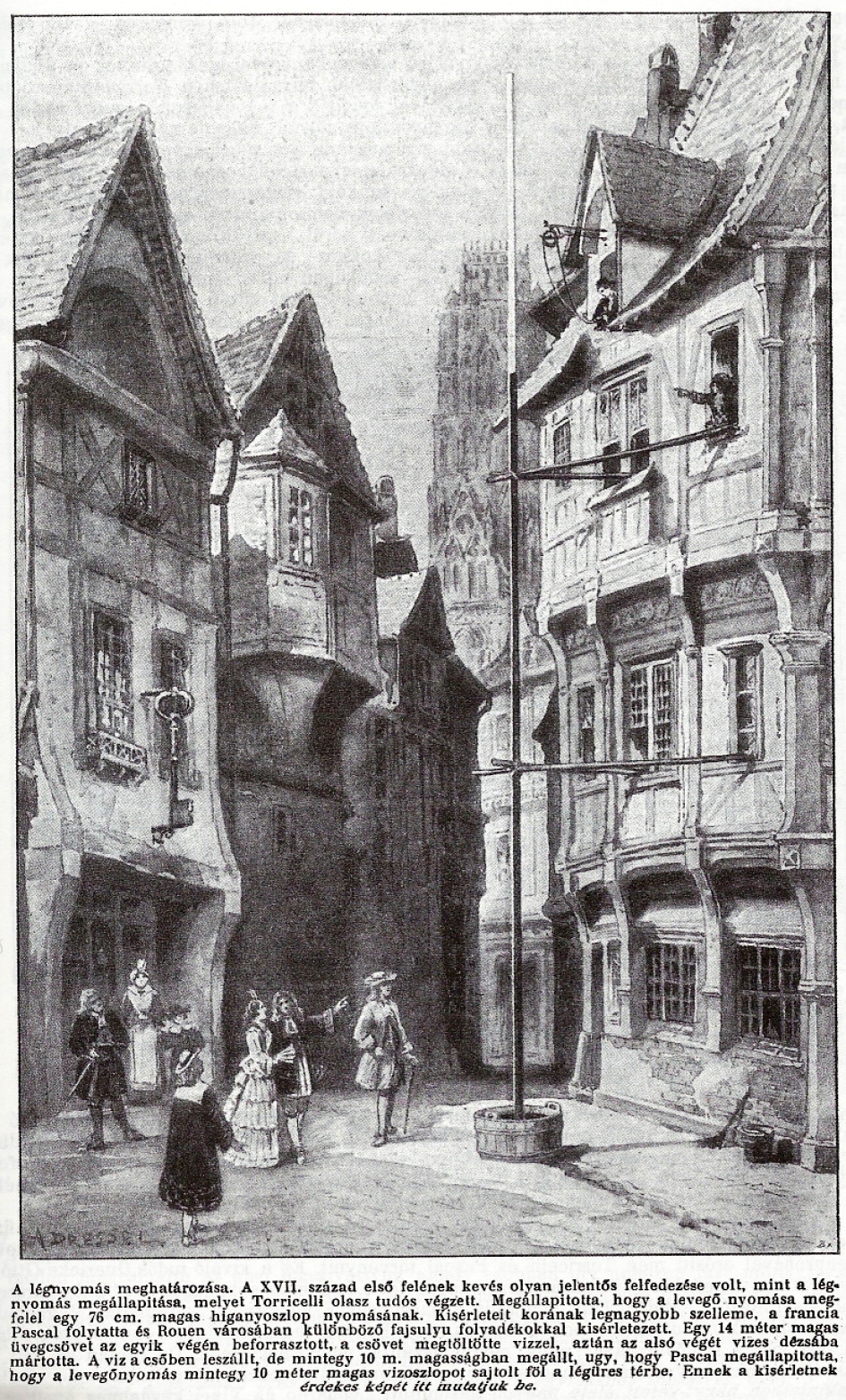
Il·lustració de l'experiment de Pascal amb un baròmetre a Rouen.

La seva precocitat en les matemàtiques es manifestà als setze anys amb el seu remarcable Essai pour les coniques (1640), un estudi sobre les corbes còniques. Poc després, sorprengué els seus contemporanis amb la invenció d'una màquina de calcular (la pascalina), demostrant el seu enginy pràctic. La seva passió per les matemàtiques el portà, en la maduresa, a ser, juntament amb Pierre de Fermat (1601-1665), un dels pioners del càlcul de probabilitats. En el terreny de la física, Pascal four un experimentador incansable. Realitzà o inspirà nombrosos experiments sobre la pressió atmosfèrica, sent un exemple destacat la prova del tub de mercuri, duta a terme per Florin Périer (1605-1672) el 19 de setembre de 1648, al peu i al cim de Lo Puèi de Doma. Aquest experiment demostrà irrefutablement la pesantor de l'aire. També dugué a terme observacions i experiments crucials sobre la transmissió de la pressió en fluids incompressibles, formulant el seu cèlebre principi de Pascal. Aquestes investigacions cristal·litzaren en obres fonamentals com Expériences nouvelles touchant le vide (1647) i De l’équilibre des liqueurs et de la pesanteur de la masse d’air (1648).
Profundament influenciat pel moviment jansenista de Port-Royal, l'obra filosòfica de Pascal prengué un caire polèmic. Les seves Lettres de Louis de Montalte à un Provincial de ses amis et aux Révérends Pères Jésuites sur la morale et la politique de ces Pères (1656-57), més conegudes per Les Provinciales, el revelaren com un polemista nat. En elles, defensava el seu amic Antoine Arnauld⁣ (1612-1694), acusat de jansenista per la Sorbona, i criticava la casuística dels jesuïtes. Aquesta postura era el reflex dels seus sentiments religiosos profunds, que visqueren un punt d'inflexió amb una nit d'èxtasi místic el 23 de novembre de 1654. A partir d'aquest moment, la seva fe impregnà tota la seva producció filosòfica. Des de 1647, Pascal havia estat recopilant notes i idees per a una apologia del cristianisme. Aquests apunts, organitzats i publicats pòstumament amb el títol de Pensées sur la religion et sur quelques autres sujets. Dirigida a escèptics i llibertins, aquesta obra utilitza tant la lògica del que ell anomenava «esperit de geometria» (raonament cartesià) com la intuïció de l'«esperit de finesa» (sensibilitat) per guiar el lector cap a la necessitat de creure en Déu. Pascal argumenta que l'ésser humà es troba en una posició desproporcionada davant l'univers, una situació que podria portar a la desesperació si no fos pel «divertiment» que permet oblidar la condició miserable. No obstant això, l'home també és gran per la seva capacitat de pensar. Aquesta paradoxa, segons Pascal, només troba una explicació satisfactòria en la religió cristiana. Per despertar la fe, emprà el cèlebre argument de l'aposta. Marcat pel pessimisme inherent al jansenisme, el llegat de Pascal ha exercit una influència considerable al llarg dels segles, arribant fins a la nostra època.

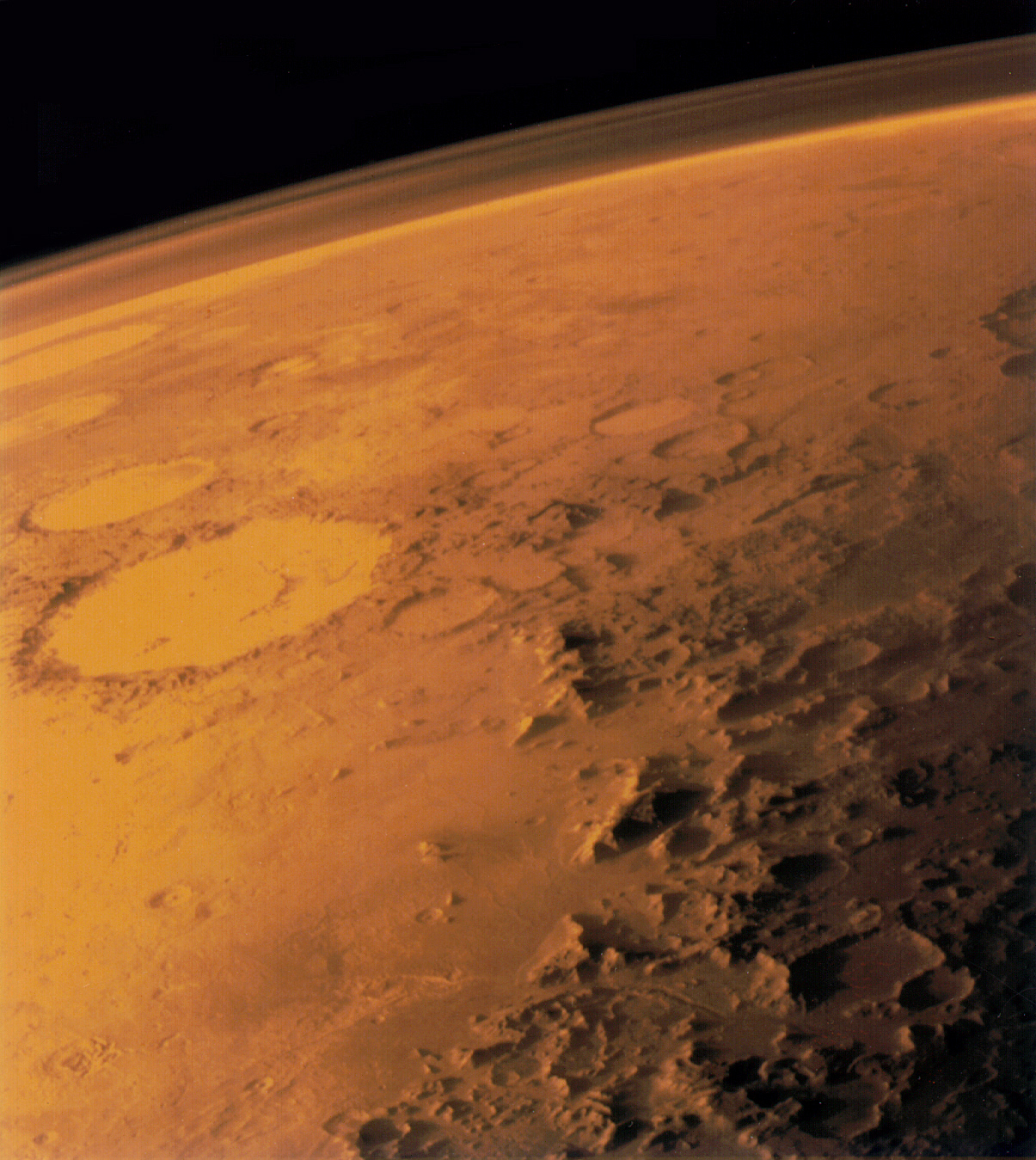
L'atmosfera de Mart té una pressió mitjana a la superfície del planeta de 6,36 hPa o 636 Pa.

## Exemples d'ordres de magnitud

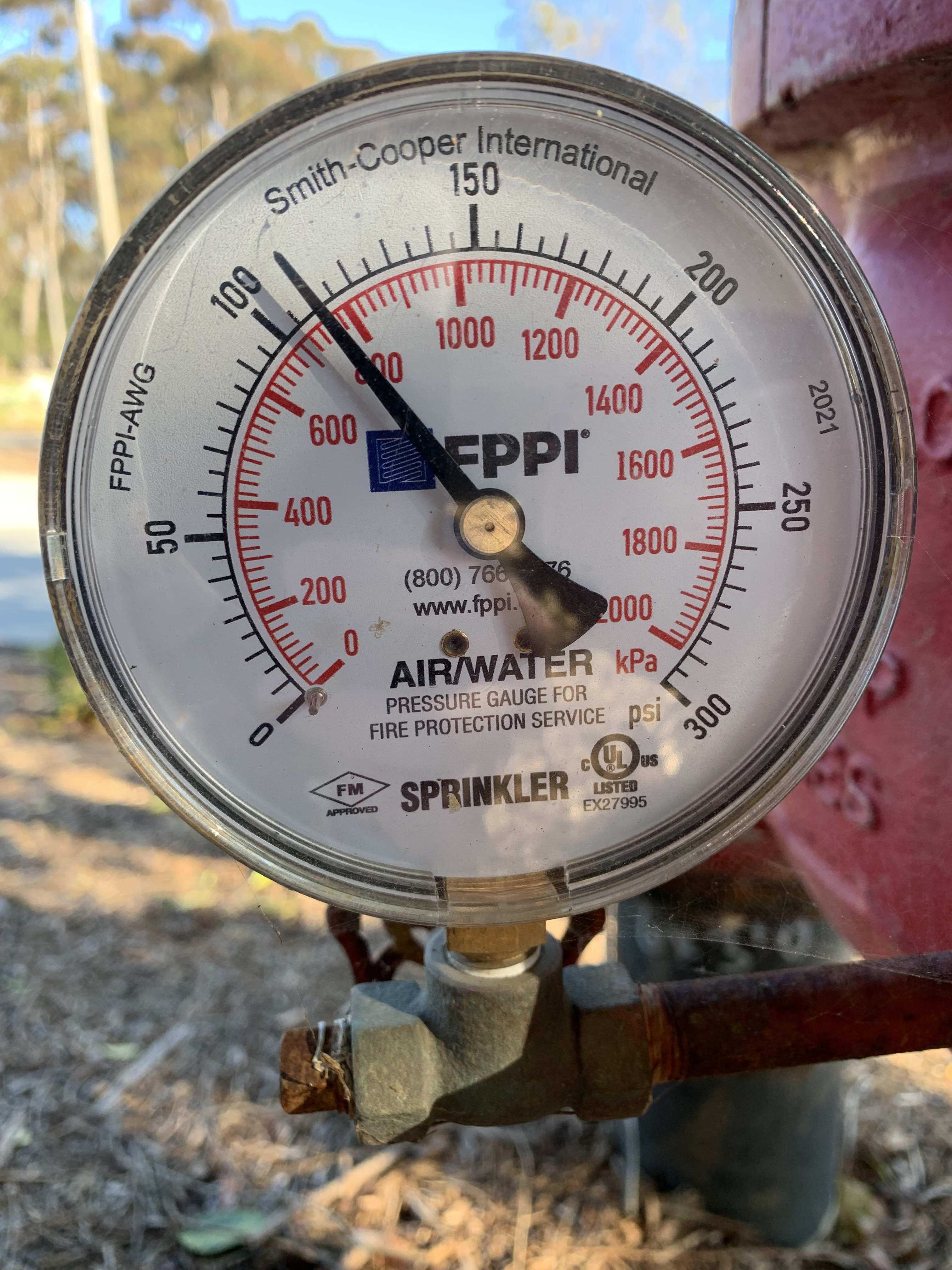
Manòmetre amb escales en kPa (vermell) i psi (negre).

| 3 × 10-10 Pa = 0,3 nPa    | Pressió de l'atmosfera de la Lluna.                                                 |
| 9,81 Pa                   | La pressió hidroestàtica a una profunditat d'1 mm d'aigua.¹                         |
| 636 Pa = 6,36 hPa         | Pressió de l'atmosfera de Mart.                                                     |
| 1 300 Pa = 13 hPa         | Pressió de l'atmosfera a Plutó.                                                     |
| 9 807 Pa = 98 hPa         | La pressió hidroestàtica a una profunditat d'1 m d'aigua.                           |
| 11 667 Pa = 116,67 hPa    | La diferència de pressió atmosfèrica entre el nivell del mar i a 1 000 m d'altura.¹ |
| 101 325 Pa = 1 013,25 hPa | Pressió atmosfèrica a nivell del mar.¹                                              |
| 2,5 × 106 Pa = 2,5 MPa    | Pressió al centre del Sol.                                                          |
| 10 Pa = 10 GPa            | Pressió necessària per a la formació del diamant i alguns altres minerals.          |

¹Al planeta Terra.

## Comparació amb altres unitats
|                   | Pa       | bar             | atm             | torr = mmHg     | psi             |
| ----------------- | -------- | --------------- | --------------- | --------------- | --------------- |
| 1 Pa (N/m²) =     | 1        | 10–5            | 9,869 23 × 10–6 | 7,500 62 × 10–3 | 1,450 38 × 10–4 |
| 1 bar =           | 100 000  | 1               | 0,986 923       | 750,062         | 14,503 8        |
| 1 atm =           | 101 325  | 1,013 25        | 1               | 760             | 14,695 9        |
| 1 torr (1 mmHg) = | 133,322  | 0,001 33        | 1,315 79 × 10–3 | 1               | 1,933 68 × 10–2 |
| 1 psi             | 6 894,76 | 6,894 76 × 10–2 | 6,804 60 × 10–2 | 51,714 94       | 1               |

En meteorologia s'utilitzava el mil·libar com a mesura de pressió atmosfèrica, però actualment s'empra l'hectopascal que té el mateix valor. En el sistema MTS soviètic la unitat de pressió és el pieze, que equival a un quilopascal. La pressió atmosfèrica estàndard és de 101 325 Pa (1 013,25 hPa = 1 013,25 mbar).
En el mesurament de la pressió en àmbits domèstics i industrials, el pascal gairebé no s'utilitza, i normalment es fa servir el bar (també permès). Aquest fet és força comprensible atès que, per a la majoria d'aplicacions tècniques, 1 Pa és massa petit per a l'ús pràctic. Exemple: una canonada d'aigua domèstica normal funciona a 400 000-600 000 Pa (4-6 bar). Això significa que fins i tot a pressions relativament petites, les «xifres» ja es tornen força grans i immanejables. És per això que a l'Europa occidental, la unitat de mesura més utilitzada sigui el bar, compatible amb el SI. En canvi, a Austràlia i la Xina s'han establert les unitats quilopascal (kPa) i megapascal (MPa)». A Amèrica del Nord, la unitat de pressió preferida són les psi (lliures per polzada quadrada). En molts països asiàtics, com l'Índia i Corea del Sud, la unitat quilogram per centímetre quadrat (kg/cm²) es troba força sovint.

## Múltiples i submúltiples
Els multiples i submúltiples emprats pel pascal són els que s'empren per a totes les unitats del Sistema Internacional.
| Múltiples | Múltiples                 | Múltiples | Submúltiples | Submúltiples | Submúltiples |
| Valor     | Nom                       | Símbol    | Valor        | Nom          | Símbol       |
| --------- | ------------------------- | --------- | ------------ | ------------ | ------------ |
| 101 Pa    | decapascal                | daPa      | 10−1 Pa      | decipascal   | dPa          |
| 102 Pa    | hectopascal               | hPa       | 10−2 Pa      | centipascal  | cPa          |
| 103 Pa    | kilopascal                | kPa       | 10−3 Pa      | mil·lipascal | mPa          |
| 105 Pa    | bar (no és unitat del SI) | bar       |              |              |              |
| 106 Pa    | megapascal                | MPa       | 10−6 Pa      | micropascal  | μPa          |
| 109 Pa    | gigapascal                | GPa       | 10−9 Pa      | nanopascal   | nPa          |
| 1012 Pa   | terapascal                | TPa       | 10−12 Pa     | picopascal   | pPa          |
| 1015 Pa   | petapascal                | PPa       | 10−15 Pa     | femtopascal  | fPa          |
| 1018 Pa   | exapascal                 | EPa       | 10−18 Pa     | attopascal   | aPa          |
| 1021 Pa   | zettapascal               | ZPa       | 10−21 Pa     | zeptopascal  | zPa          |
| 1024 Pa   | yottapascal               | YPa       | 10−24 Pa     | yoctopascal  | yPa          |
| 1027 Pa   | ronnapascal               | RPa       | 10−27Pa      | rontopascal  | rPa          |
| 1030 Pa   | quettapascal              | QPa       | 10−30 Pa     | quectopascal | qPa          |